# 804
Cette page concerne l'année 804  du calendrier julien. Pour l'année 804 av. J.-C., voir 804 av. J.-C.
L'année 804 est une année bissextile qui commence un lundi.

## Événements

### Asie
- Début supposé du règne de Senaleg, roi du Tibet (fin en 815)[1].
  - Senaleg et son fils Ralpachen, très pieux, invitent des maîtres de l’Inde et du Népal. Un lexique bouddhiste encore utilisé, Mahāvyutpatti, est constitué[2]. Les deux rois attribuent des privilèges au clergé et aux monastères, ce qui irrite les tenants de la religion prébouddhique (Bön), nombreux au sein de la cour. Ralpachen est assassiné en 838 par son frère Langdarma qui a pris la tête des opposants au bouddhisme[3].

### Europe
- 30 mars : le Frison Liudger est sacré premier évêque de Münster[4]. Charlemagne lui interdit d’aller évangéliser le Danemark avec lequel il était en guerre. Son frère Hildegrim devient évêque de Châlons cette même année[5].
- 31 mars : Charlemagne célèbre la fête de Pâques à Nimègue[6].
- Mai : Charlemagne convoque son champ de mai à Lippspringe près de Paderborn, pour terminer la guerre de Saxe. Les derniers rebelles Saxons sont réduits. Pour consolider la frontière avec les Slaves, Charlemagne fait déporter les Nordalbingiens dans l'empire et coloniser par des Abodrites la rive droite de l’embouchure de l’Elbe[7]. Charlemagne fait construire la forteresse de Hammaburg à l'origine de Hambourg.
  - Le roi des Danois Gotfrid (Godfredhr) intervient à Sliesthorp (sans doute Hedeby) par voie de terre et par mer pour une entrevue avec Charlemagne qui n'a pas lieu[8].
- Septembre : Charlemagne est à Cologne où il congédie son armée[9].
- 14 décembre : charte de donation du comte Guillaume de Toulouse au couvent (Gellone, aujourd’hui l'Abbaye de Saint-Guilhem-le-Désert). Il s'y retire en 806[10].
- Décembre : voyage du pape Léon III à Reims où il rencontre Charlemagne. Les deux hommes passent Noël à Quierzy avant de se rendre à Aix-la-Chapelle[11].

- Conflit contre l’augmentation brutale des charges fiscales en Istrie, arbitré par les missi dominici dans le « plaid de Risano ». Le duc Jean a confisqué les forêts et les pâturages, croyant qu’ils appartenait au domaine public et les habitants se plaignent de devoir payer des contributions qu’ils ne devaient pas sous la domination byzantine (contributions en fourrage, corvées, taxes en nature sur les troupeaux, service de transport, réquisition de chevaux et d’hommes). Jean est reconnu coupable d’abus de pouvoir et doit renoncer à la plupart des impôts contestés[12].

## Naissances en 804
- Abū Tammām, poète arabe.

## Décès en 804
- 19 mai : Alcuin, savant et religieux anglais, abbé de Saint-Martin-de-Tours et de Cormery (né à York en 735).